# Malvaviscus arboreus
Malvaviscus arboreus är en malvaväxtart. Malvaviscus arboreus ingår i släktet Malvaviscus och familjen malvaväxter.

## Underarter
Arten delas in i följande underarter:
- M. a. arboreus
- M. a. drummondii
- M. a. mexicanus

## Bildgalleri

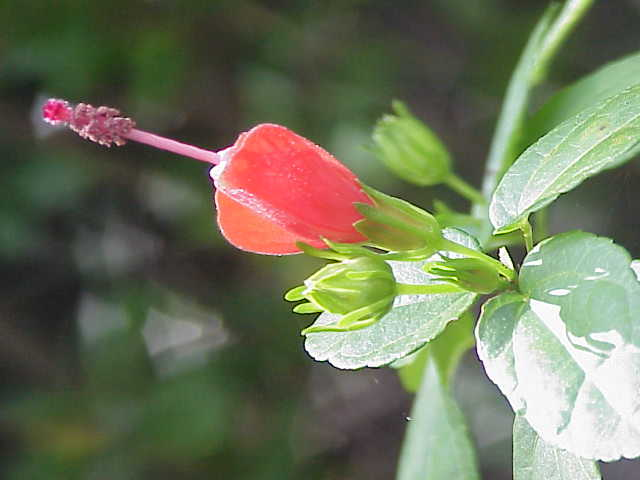
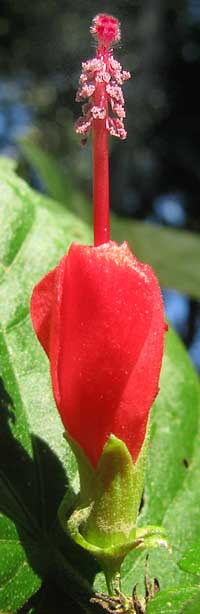
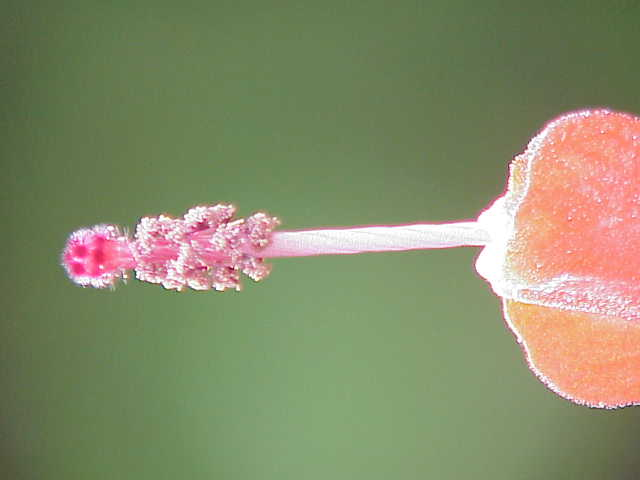
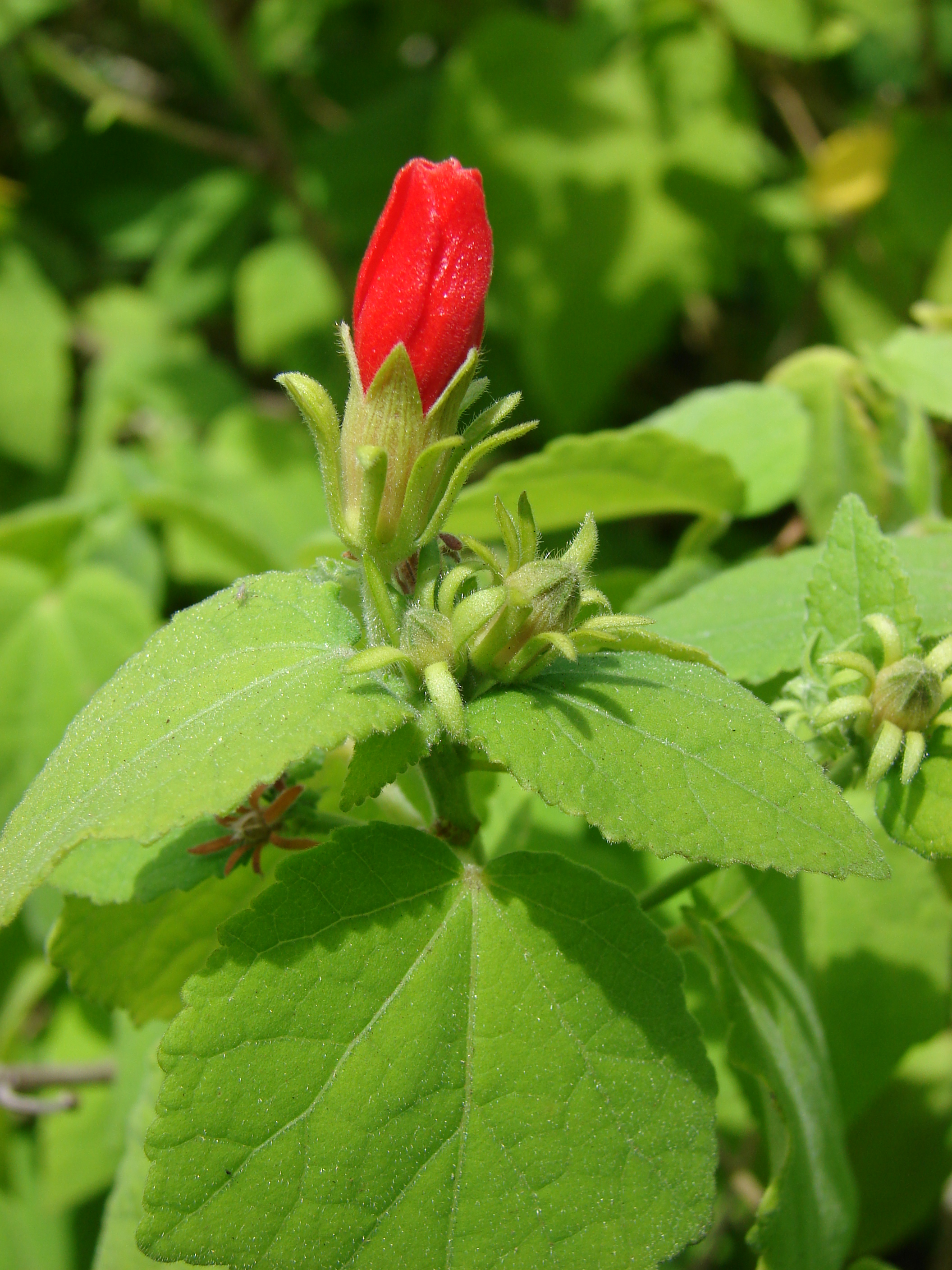
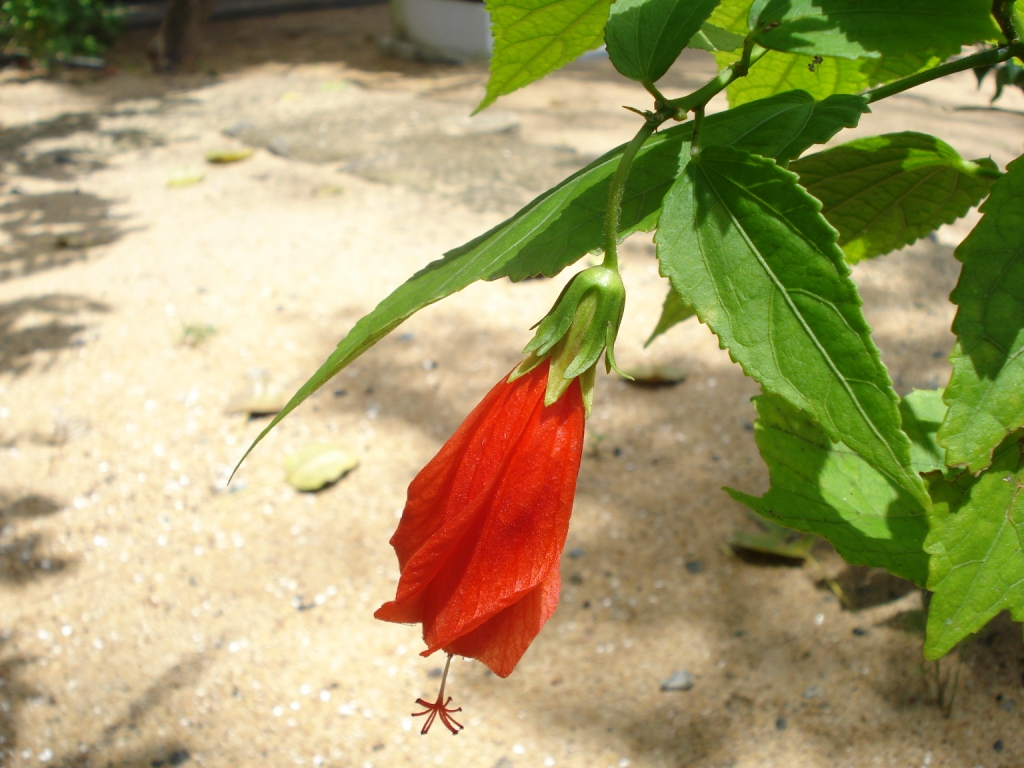